# ヴァネッサ・ブルー
ヴァネッサ・ブルー（Vanessa Blue、カリフォルニア州ロングビーチ出身、1974年5月27日 - ）は、アメリカ合衆国のポルノ女優・ポルノ映画監督。

## 来歴
ブルーはポルノ界に入る以前は救急救命士の専門学校に通いながら、ダンサーを務めていた。ダンサー時代ミストレスでアダルトモデルでもあった友人に誘われてボンデージ・モデルを始め、同じクラブの別の友人の勧めでポルノ女優の仕事に興味を持つようになった。
ブルーは1996年に『Black Video Virgins 2』でポルノ映画デビューを果たした。青いカラーコンタクトレンズを装着し、ジェイク・スティードとロデオのような激しいセックスシーンを演じた。その後1年間で多くの作品に出演したが、仕事が好きになれず3年間休養をとってネブラスカ州でヌードダンサーを務めながら家族とともに過ごした。
その後ポルノ映画界に復帰して数十作に出演した後、再び嫌気がさして休養をとり、ラスベガスのチーターズ・トップレズ・クラブでダンサーを務めた。しかしアメリカ同時多発テロ事件以後全く仕事が無くなり、3週間家に閉じこもり自らのサイト構築に熱中する。その後同僚のレキシントン・スティールと交際を始め婚約した。
彼女は2003年から2006年にかけてスティールがオーナーとなり設立したマーシナリー・ピクチャーズ社と契約し、『Black Reign』シリーズを監督した。このシリーズは2005年にAVN最優秀エスニックシリーズ賞を獲得している。またドミナX (Domina X) の名前でハスラーの専属監督を務めていた時期もある。
ブルーはスティールと共にPLAYBOYテレビの彼の持ち番組『Lex in the City』に2年間出演した。そして2006年にはPLAYBOYラジオで総合司会も務めた。スティールと別れてマーシナリー・ピクチャーズ社から離れた後はAdam and Eve社と契約した。

## 受賞
- 2005年 AVN 最優秀エスニックシリーズ - 『Black Reign』(1, 2に出演、2, 3, 4を監督)[7]
- 2009年 アーバンXアワード殿堂顕彰[8]
- 2013年 AVN殿堂顕彰